# Silvester (Band)
Silvester war eine deutsche Popband aus Hamburg um Sängerin und Komponistin Naima Husseini.

## Geschichte
Die Band Silvester wurde 2008 gegründet und bestand neben Naima Husseini aus den vier Mitgliedern Lars Dahlke (Gitarre), Bert Gauda (Bass), Jonas Honisch (Schlagzeug) und Valeska Steiner (Keyboards). Mit ihren experimentellen Demos konnte die Band einen Vertrag bei Universal Music unterschreiben. Zusammen mit Berend Intelmann arbeitete die Band an ihrem Debütalbum Ein Schritt vor, das im Sommer 2009 erscheinen sollte. Intelmann wandelte die von Husseini geschriebenen Songs in Popsongs um. Die 2009 veröffentlichte Debütsingle Du willst mehr erreichte am 1. Juni 2009 Platz 84 der deutschen Single-Charts.
Die Single chartete jedoch nicht so, wie sich das Label es erhofft hatte. Dementsprechend gerieten die Arbeiten am Album ins Stocken. Das Label versuchte sie als Solokünstlerin zu vermarkten, doch stattdessen entschied sich Husseini auszusteigen. Sie löste sich von der Band und entschied, ihre Musik ab jetzt unter ihrem eigenen Namen und ohne Label zu produzieren.

## Nach der Auflösung
Naima Husseini veröffentlichte 2009 eine selbstbetitelte EP und 2011 ein ebenfalls selbstbetiteltes Album, auf denen u. a. auch das Lied Du willst mehr in einer neuen Version zu hören ist. Auch weitere Songs des nicht veröffentlichten Debütalbums erschienen auf ihrem ersten Soloalbum. 2016 folgte das zweite Album Immer alles.
Valeska Steiner wurde 2009 Teil des sehr erfolgreichen Pop-Duos Boy.

## Diskografie
- 2009: Du willst mehr (Single, Vertigo / Universal)